# Machimus angularis
Machimus angularis là một loài ruồi trong họ Asilidae. Machimus angularis được Ricardo miêu tả năm 1922. Loài này phân bố ở miền Ấn Độ - Mã Lai.